# Neogaya nemorosa
Neogaya nemorosa är en flockblommig växtart som beskrevs av Jevgenij Korovin. Neogaya nemorosa ingår i släktet Neogaya och familjen flockblommiga växter. Inga underarter finns listade i Catalogue of Life.